# 6 Korpus Armijny (Ukraina)
6 Korpus Armijny – związek operacyjny armii ukraińskiej ze sztabem i dowództwem w Dnieprze.

## Skład w sierpniu 2014
- 17 Brygada Pancerna (Krzywy Róg)
- 25 Brygada Areomobilna (Czerkasy)
- 28 Brygada Zmechanizowana Gwardii (Czornomorśke)
- 92 Brygada Zmechanizowana Gwardii (Czuhujiw)
- 93 Brygada Zmechanizowana Gwardii (Czerkasy)
- 55 Brygada Artylerii
- pułk lotniczy
- 107 pułk artylerii rakietowej